# كونستانتين ميلينكوف
كونستانتين ميلينكوف (بالروسية: Мельников, Константин Степанович)‏ (و. 1890 – 1974 م) هو رسام، ومهندس معماري، وفنان من الإمبراطورية الروسية . ولد في موسكو.
توفي في موسكو .

## التعليم
تعلم في أكاديمية موسكو للرسم والنحت والعمارة

## أعمال بارزة
من أهم أعماله Bakhmetevsky Bus Garage، وSvoboda Factory Club، وKauchuk Factory Club، وNovo-Ryazanskaya Street Garage، وRusakov Workers' Club

## روابط خارجية
- كونستانتين ميلينكوف على موقع الموسوعة البريطانية (الإنجليزية)